# Alberto Bolaffi
Alberto Bolaffi (Livorno, 15 novembre 1874 – Torino, 26 settembre 1944) è stato un filatelista italiano.

## Biografia
Era figlio di Clementina Tilche e Angelo Bolaffi, un impresario di teatro e di spettacolo, residente a Livorno, ma cittadino britannico. La nazionalità britannica è data dal nonno, Nathan Bolaffi, un benestante mercante di piume di struzzo e pietre preziose, residente a Gibilterra.
L'attività del padre Angelo, che si svolse con alterne fortune, e complesse vicende familiari, portarono il piccolo Alberto all'affidamento alle zie Rosina Tilche ed Ester Tilche Frenckler, di origini ungheresi e residenti a Torino.
Il giovane Alberto frequentò così a Torino gli studi, che non poté però portare a compimento in quanto dovette conciliare la scuola con inderogabili ragioni di lavoro, da aiutante in un negozio di stoffe alla rappresentanza di biciclette inglesi Ormonde, allora molto richieste. Alla passione della bicicletta (tanto da partecipare a numerose gare) si affiancò presto quella per i francobolli. La sua padronanza di una decina di lingue e i numerosi scambi epistolari lo portarono, a soli sedici anni, ad intraprendere l'attività di mercante di francobolli. I primi annunci pubblicitari dell'attività risalgono al 1890. Fra il 1892 e il 1893 Alberto otterrà le necessarie autorizzazioni per operare specificamente nel settore. All'attività di compra-vendita di francobolli, Alberto affiancò anche quella delle figurine Liebig (di cui pubblicò uno dei primi cataloghi) e delle monete.

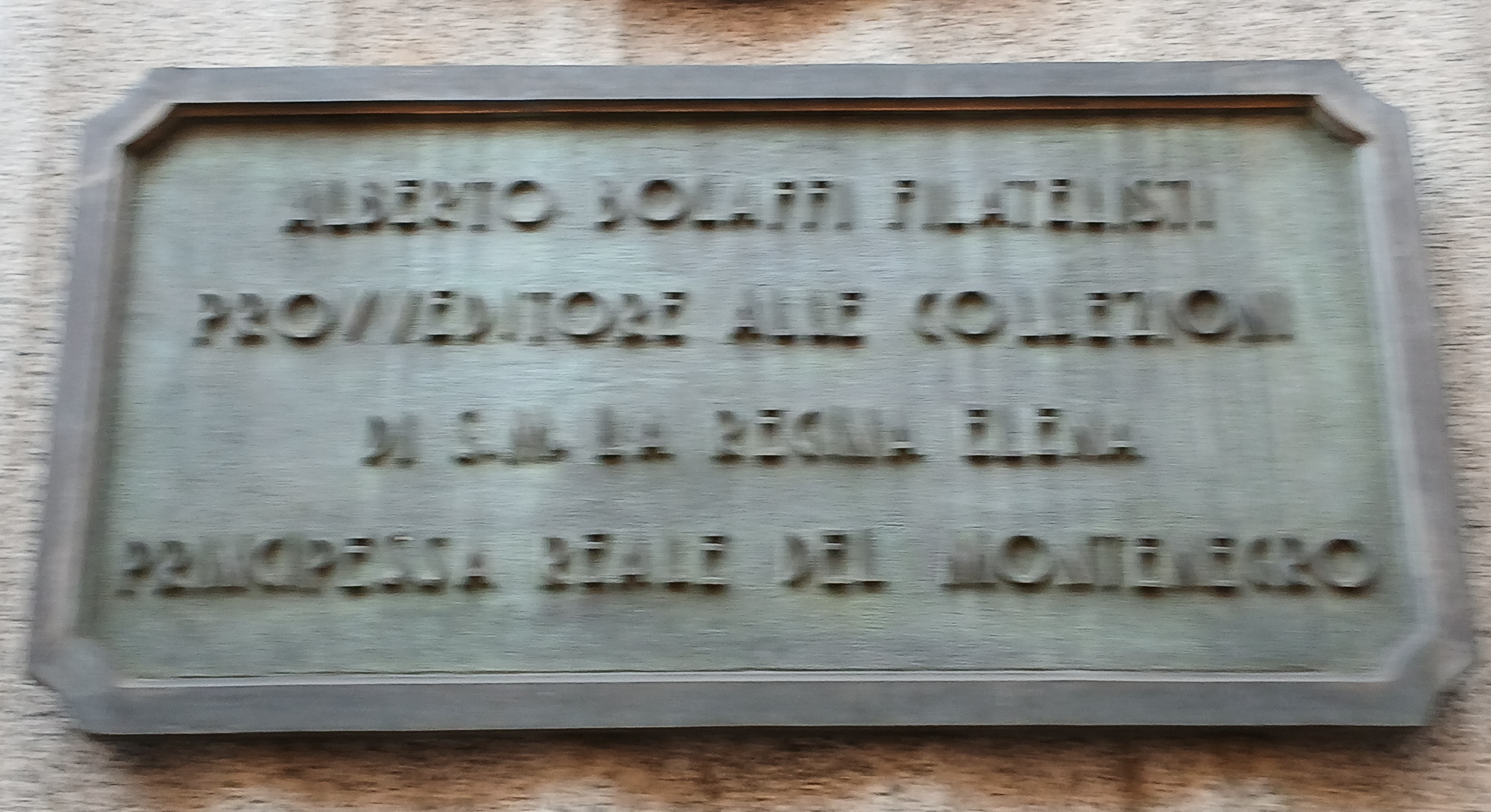
Targa apposta presso il negozio di via Cavour

Gli inizi non furono facili. Sebbene in quegli anni la filatelia fosse già molto popolare come forma di collezionismo, non si riscontrava la disponibilità ad effettuare grossi investimenti per i francobolli più rari da parte dei collezionisti italiani. Inoltre in Italia, contrariamente ai paesi dell'Europa centro-settentrionale, il commercio filatelico non era ancora un'attività del tutto riconosciuta e di ampio respiro. Un aneddoto sul matrimonio di Alberto con Vittoria Foa, avvenuto nel 1901, lo conferma: Alberto, quando si presentò ai futuri suoceri, benché avesse tutte le carte in regola per essere accettato in seno alla famiglia della futura sposa, visto il suo modo di porgersi elegante e garbato, venne invitato ad uscire dalla loro casa quando essi appresero dell'attività del pretendente. I genitori di Vittoria, austeri funzionari delle ferrovie sabaude, esclamarono che si trattava di un'attività poco seria, non confacente agli obblighi a cui sarebbe stato tenuto un futuro padre di famiglia. Malgrado questo episodio, Alberto Bolaffi non si scoraggiò e, dopo due anni, il commerciante di francobolli e Vittoria convolarono a nozze. Nacquero quattro figli: Giulio, che continuò brillantemente l'attività ereditata dal padre, Sandra, Roberto, che fu un brillante medico e uno fra i più giovani docenti di ginecologia dei suoi tempi (il cui avvenire venne infranto dalle leggi razziali), e Dante, che trascorse gran parte della sua vita a New York, dove esercitò la stessa attività del padre.
L'impegno nel lavoro, le sue indubbie doti e capacità e una certa notorietà lo portarono ad essere uno dei più ascoltati giurati nelle esposizioni filateliche internazionali.
Nel 1936 fu ammesso al Roll of Distinguished Philatelists, la nota istituzione britannica sorta nel 1921.
Gli ultimi anni della sua vita vennero rattristati dai tragici eventi della seconda guerra mondiale. Nel 1939 una falsa accusa di spionaggio lo portò in carcere per qualche giorno (si trattava pur sempre, per le autorità fasciste, di un "cittadino britannico di religione ebraica"). Nel 1943, per sottrarsi alle persecuzioni nazi-fasciste, Alberto e Vittoria celarono le proprie identità sotto falsi documenti attestanti il cognome "Banfi".
Morì a Torino il 26 settembre 1944, «...il giorno dopo l'operazione [...]; era in ospedale per un intervento non grave». Il figlio Giulio, che durante la Resistenza era un comandante partigiano e si trovava in montagna, seppe della morte del padre solo il 14 ottobre: «[...] Il mio pensiero corre sempre al mio indimenticabile Papà, a quell'uomo di eccezione. Quale sconforto! [...] Quale triste situazione la mia. Il mio adorato è morto il 26/9 alle 18.30 e l'ho saputo il 14/10 alle 18.30 [...]».

## Emissione delle poste francesi

Alberto Bolaffi in una emissione del 2010 delle poste francesi

Le Poste francesi, in occasione del 150º anniversario della Bourse aux timbres, hanno dedicato un'emissione di francobolli ad alcuni tra i personaggi che più hanno dato lustro alla filatelia francese e internazionale. Tra questi - accanto a personalità quali Franklin Delano Roosevelt e Louis Yvert - figura Alberto Bolaffi, a cui è dedicato un francobollo da 0,56 Euro. È la sesta volta che un francobollo francese viene dedicato a un italiano; in precedenza questo onore era toccato a Leonardo da Vinci nel 1952, Francesco Petrarca nel 1956, Michelangelo Buonarroti nel 1957, Giuseppe Lagrange nel 1958 e Giuseppe Mazzini nel 1963
.